# Валтер фон дер Фогелвајде
Валтер фон дер Фогелвајде (1170 — 1230), био је најпознатији немачки лирски песник средњег века. Он је био витез, трубадур и један од путујућих песника који су се звали минезингери (супротно су били мајстерзингери).